# Article 67 de la Constitution tunisienne de 1959
L'article 67 de la Constitution tunisienne de 1959 est le 67e des 78 articles de la Constitution tunisienne adoptée le 1er juin 1959.
Il est le quatrième et dernier article du chapitre intitulé « Le pouvoir judiciaire ».

## Texte
« Le conseil supérieur de la magistrature, dont la composition et les attributions sont fixées par la loi, veille au respect des garanties accordées aux magistrats en matière de nomination, d'avancement, de mutation et de discipline. »